# Shoichi Takagi
Shoichi Takagi (高木祥一?; Yokohama, 7 novembre 1943) è un goista giapponese.

## Biografia
Allievo di Shinji Nakagawa divenne professionista nel 1962 presso la sezione di Tokyo della Nihon Ki-in. Raggiunse il grado massimo di nono Dan nel 1981, in carriera si è aggiudicato tre tornei e ha disputato diverse volte le fasi finali dei principali tornei nazionali.
Ha vinto quattro premi Kido:
- 1972: maggior numero di vittorie (30), condiviso con Masao Katō.
- 1972: miglior percentuale di vittorie (73.2%)
- 1976: vittorie consecutive (13)
- 1984: premio per la tecnica

Ha scritto anche 4 libri sul go, si è ritirato nel gennaio 2022 con un bilancio complessivo di 989 vittorie, 626 sconfitte e 4 pareggi.

## Palmares
| Nazionali          | Nazionali      | Nazionali      |
| Torneo             | Vittorie       | Finalista      |
| ------------------ | -------------- | -------------- |
| Prime Minister Cup | 2 (1969, 1975) |                |
| Shin-Ei            | 1 (1970)       |                |
| Jūdan              |                | 1 (1973)       |
| NHK Cup            |                | 2 (1978, 1980) |
| Totale in carriera |                |                |
| Totale             | 3              | 3              |

| Controllo di autorità | VIAF (EN) 70265453 · ISNI (EN) 0000 0000 2364 0626 · LCCN (EN) n82013953 · J9U (EN, HE) 987007274325805171 · NDL (EN, JA) 00118199 |